# ریتم لومبارد

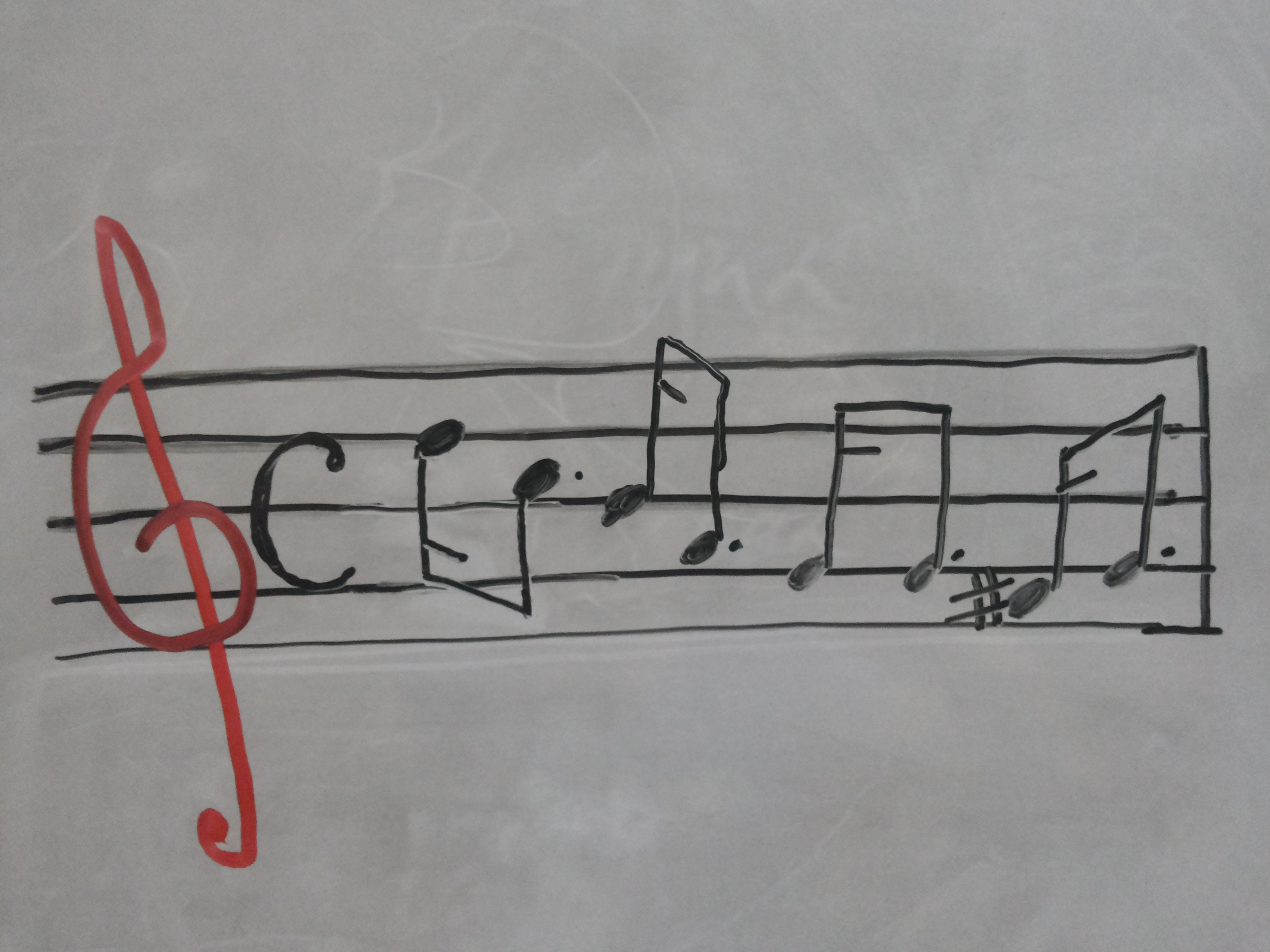

ریتم لومبارد (لومباردی) یا اسکاتلندی (Scotch Snap) یک ریتم موسیقایی سنکوپه است که از دو نت تشکیل شده است: یک نت کوتاه موکد (آکسان دار) و یک نت بزرگ‌تر. باید این موضوع را ذکر کرد که این الگو با الگوی نت‌های نقطه‌دار که از آن با نام نت‌های نابرابر نیز یاد می‌شود متفاوت است؛ چرا که آن الگو از دو نت به ترتیب بلند و کوتاه تشکیل شده است.
ریتم معمول لومباردی در موسیقی باروک شامل یک نت مؤکد دولاچنگ (نت با ارزش ۱۶/ ۱ نسبت به نت گرد) است که یک نت چنگ نقطه‌دار (نت با ارزش ۸/۱ نسبت به نت گرد) پس از آن می‌آید.
در رقص‌های محلی اسکاتلند، ریتم اسکاتلندی (که از آن با عنوان Scots snap نیز یاد می‌شود) از ویژگی‌های برجستهٔ نوعی رقص آرام به نام Strathspy به شمار می‌رود.